# Croxley Green
Croxley Green ist eine Gemeinde in England und ein Vorort von Rickmansworth im Distrikt Three Rivers.

## Geographie
Croxley Green liegt 27 km (17 mi) Luftlinie nordwestlich von Charing Cross, London an der Straße A412 und zwischen den Flüssen Chess und Gade in der Nähe ihres Zusammenflusses. Nahezu parallel zum letzteren verläuft im Osten und Südosten des Orts der Grand Union Canal. Auf dem linken Ufer des Gade liegt das botanisch bemerkenswerte Croxley Common Moor. Dem Kalksteinuntergrund sind Flussschotter überlagert, die in Kiesgruben ausgebeutet wurden.

## Geschichte
In Croxley Green wurden als Spuren urgeschichtlicher Besiedlung Steinwerkzeuge aus dem Acheuléen nachgewiesen.
Der Papierfabrikant John Dickinson eröffnete 1830 die Papiermühle Croxley Mill am „Grand Junction Canal“ (Eröffnet 1800 und seit 1929 Teil des „Grand Union Canal“). Gegen Ende des 19. Jahrhunderts ließen die damaligen Eigentümer der Fabrik in der Nähe auch Wohnhäuser für die Arbeiter bauen. Die Papierfabrik wurde 1980 geschlossen.
Croxley Common Moor mit seiner artenreichen Flora wurde 1986 zum SSSI erklärt.  Auch ein gehölzbestandenes Gebiet südlich des Ortes bestehend aus Long Valley Wood und The Buddlejas wurde 2007 als village green, eine Form der Allmende, unter Schutz gestellt.

## Baudenkmale
Der Turm einer Windmühle von etwa 1860 dient heute Wohnzwecken. Mehrere denkmalgeschützte Häuser sind in der Umgebung des Green, d. h. des Angers, zu finden. Unter Denkmalschutz steht seit 1986 auch die von 1870 bis 1872 erbaute neugotische Kirche All Saints südlich des Green.

## Verkehr
Croxley Green hat mit Croxley eine Station an der Zweigstrecke der Metropolitan Line nach Watford. Die stillgelegte Watford and Rickmansworth Railway tangiert den Ort im Süden. Der Endbahnhof Croxley Green der 1996 eingestellten Bahnstrecke Watford High Street–Croxley Green befand sich am östlichen Ortsrand. Zwischen Baldwins Lane im Norden von Croxley Green und Ascot Road in Watford wird eine Verbindung von der Metropolitan Line zur alten Strecke nach Watford Junction errichtet, die als Croxley Rail Link eine Querverbindung zwischen den Strecken von London nach Aylesbury und Bletchley schaffen soll.

## Nachweise
1. ↑  KS101EW – Usual resident population. In: nomisweb.co.uk, abgerufen am 11. April 2018.

Dateigenerierung wie folgt:
  1. Step 1 of 6 – geography selection
unter Geography „Croxley Green“ eingeben und „Search“ klicken
Ankreuzen: „E04004813 : Croxley Green (parishes 2011)“
  2. Step 2 of 6 – variable selection
Ankreuzen: „All usual residents“
  3. Step 3 of 6 – percent selection
Ankreuzen: „value“
  4. Step 4 of 6 – rural – urban selection
Ankreuzen: „Total“
  5. Step 5 of 6 – Format / Layout selection
Anklicken: Format „Microsoft Excel“ (.xlsx or .xls) oder anderes
„Download“ klicken
  6. Step 6 of 6 – Download
auf gewünschtes Dateiformat („Excel x.xls 2007“ / „.xls 2003“ oder „Webbrowseranzeige“) klicken
Datei wird generiert und öffnet sich automatisch
2. ↑  
Your guide to the Three Rivers area. Three Rivers District Council, abgerufen am 28. November 2017.
3. 1 2  
F. CLark Howell: Observations on the Earlier Phases of the European Lower Paleolithic. In: American Anthropologist. 68. Jahrgang, Nr. 2, 1966, S. 88–201, hier: 153–154 (wiley.com [7,8 MB]).
4. ↑  
Harry Packman, Margaret Pomfret: Rickmansworth Sand & Gravel Company Ltd. Croxley Green Residents Association 2012, abgerufen am 28. November 2017.
5. ↑  
Historical People. Three Rivers District Council, abgerufen am 30. November 2017.
6. ↑  Lage: TQ083949
7. ↑  
File ref: 17 WAW S/420. Croxley Common Moor. Natural England, archiviert vom Original am 4. März 2016 (englisch).
8. ↑  
Keep Croxley Green. Archiviert vom Original am 1. Dezember 2008 (englisch).
9. ↑  
The Windmill [1100797]. In: National Heritage List for England. Historic England, abgerufen am 30. November 2017 (englisch).
10. ↑  
Search Results for ‘Croxley Green’. Historic England, abgerufen am 30. November 2017.
11. ↑  
Church of All Saints, Croxley Green [1100842]. In: National Heritage List for England. Historic England, abgerufen am 8. März 2022 (englisch).
12. ↑  
Croxley Rail Link. Archiviert vom Original am 2. November 2010; abgerufen am 28. November 2017.
13. ↑  
Metropolitan line extension. Transport for London, archiviert vom Original am 17. Juli 2017; abgerufen am 28. November 2017.